# Philibert Babou de La Bourdaisière
Pour les autres membres de la famille, voir Famille Babou de La Bourdaisière.
Philibert Babou de La Bourdaisière, né vers 1512 au château de La Bourdaisière et mort le 25 janvier 1570 à Rome, est un cardinal et diplomate français du XVIe siècle. Nommé évêque d'Angoulême à la suite de son frère en 1532, il devient ambassadeur près le Saint-Siège entre 1558 et 1562, puis participe au concile de Trente. De 1563 jusqu'à sa mort, il est évêque d'Auxerre, mais, peu présent dans le diocèse, il en délègue la gestion à ses vicaires généraux.

## Famille
Philibert Babou de La Bourdaisière est le fils de Filbert Babou, trésorier de l'Épargne sous François Ier, et de Marie Gaudin, dame de la Bourdaisière et de Thuisseau, également maîtresse de François Ier et peut-être du pape Léon X.
Il a pour frère Jacques Babou de La Bourdaisière, évêque d'Angoulême. 

## Biographie
Philibert Babou de La Bourdaisière nait au château de La Bourdaisière à Montlouis-sur-Loire (Touraine) vers 1512 ou 1513.
En 1532, à vingt ans, il est nommé évêque d'Angoulême.
Il est à Rome en 1556 et devient ambassadeur près le Saint-Siège des rois Henri II (1547–1559), François II (1559–1560) et Charles IX (1563-1574). Il occupe ce poste d'ambassadeur entre 1558 et 1562. À cette même période, il devient maître des requêtes en 1557, doyen de l'abbaye Saint-Martin de Tours en 1559, et abbé du Jard en 1560. Le pape Pie IV le crée cardinal de Saint Sixte lors du consistoire du 26 février 1561.
Ses grandes dépenses cardinalices amènent le pape à le nommer à un évêché aux revenus plus importants que celui d'Angoulême. En 1562, Pie IV le nomme évêque d'Auxerre,, suggérant assez clairement dans sa bulle la motivation financière de sa translation. Cette bulle est présentée au chapitre d'Auxerre le 13 avril 1563 par Mathieu de Macheco, archidiacre de Passy dans le diocèse de Langres chargé de la procuration spéciale (datée du 28 avril 1563) de Philibert Babou. Satisfaits d'avoir un cardinal pour évêque, les chanoines exposent toutefois l'indispensable obligation de résider dans le diocèse. Avant la fin avril, le chapitre reçoit une lettre de Philibert Babou par laquelle ce dernier explique qu'il sera absent encore longtemps et nomme ses vicaires généraux : Mathieu de Macheco et Gaspard Damy, ce dernier ayant déjà rempli ce rôle pour les deux évêques précédents. Mais Macheco présente aussi une lettre du roi écrite à Vincennes, disant avoir examiné les bulles et les avoir trouvées adéquates, et ordonnant au bailli d'Auxerre ou à son lieutenant de faire recevoir Macheco (au nom de Philibert Babou). Le chapitre obtempère et Macheco prête le serment usuel des évêques à leur entrée en fonction. 
Pressé pour le paiement de sa quote-part de deniers de subvention à Charles IX, le 12 décembre 1563 il vend et aliène avec l'accord du pape (qui émet une bulle à cet effet), l'hôtel épiscopal d'Auxerre à Paris près de la porte Saint-Michel, pour 1 600 livres. L'acheteur est Guillaume Manault, conseiller au Châtelet. L'ouvrier de cette vente est l'archidiacre de Langres connu à Auxerre sous le nom de Passy, qui devient chanoine d'Auxerre et prend possession de sa prébende le 20 septembre 1563.
Philibert Babou participe au Concile de Trente en 1562-1563 et au conclave de 1565-1566, lors duquel Pie V est élu pape. 
Le 2 mai 1565, le chapitre écrit à Babou pour lui demander de supprimer deux prébendes et réclamant sa présence : les chanoines s'inquiètent de la poussée du calvinisme dans la ville et le diocèse. Sur demande du doyen d'Auxerre, l'évêque de Langres doit se déplacer à Auxerre le 15 février 1566 pour régler plusieurs affaires pressantes. Babou ne répond qu'en 1566, toujours pour justifier de son absence, et le 4 novembre 1566 Macheco présente une lettre d'approbation du roi. Le chapitre décide de ne plus mentionner le sujet de l'absence de l'évêque. La suite prouve que les chanoines avaient raison de s'inquiéter : les calvinistes tiennent Auxerre du 27 septembre 1567 au mois de mars 1568, et maintes destructions s'ensuivent, si importants dans les maisons canoniales que leurs occupants doivent demander à l'évêque par l'intermédiaire de ses vicaires, d'être provisoirement logés au palais épiscopal jusqu'à ce que les réparations et reconstructions soient effectuées. Il leur est aussi demandé de contribuer à la réparation de l'église, pillée et entièrement détruite. Les armoiries de Babou sont (étaient ?) représentées sur un petit vitrail de la chapelle utilisée par les prêtres pour changer de vêtements pour les offices ; cette chapelle a été réparée en 1568 et le vitrail posé à l'initiative de son vicaire général Gaspard Damy.
Pendant son épiscopat d'Auxerre, Babou vient au moins une fois de Rome à Paris, où il se trouve le 7 juin 1566, plus précisément à l'abbaye Saint-Victor : il y confère un canonicat à Jean des Roches, clerc du diocèse de Tours qui a été son secrétaire à Rome. Il y a également mention de « l'évêque d'Auxerre » comme étant présent en septembre 1568 pour la clôture de l'édit de Saint-Maur-les-Fossés qui interdit toute religion autre que catholique ; et à une procession contre les huguenots le 2 juillet 1569. Mais il est possible qu'il s'agisse de Philippe de Lenoncourt, évêque d'Auxerre de 1560 à 1562 et prédécesseur immédiat de Babou : Philippe de Lenoncourt, devenu cardinal à la suite de l'évêché d'Auxerre, utilisait encore ce titre sans pour autant engendrer grosse confusion, car Philibert Babou était plus connu sous le titre de cardinal de la Bourdaisière.
Philibert Babou meurt à Rome le 25 janvier 1570 à l'âge de 57 ans. Sa mort est annoncée au chapitre d'Auxerre le 20 février suivant.